# Torrazza Piemonte
Torrazza Piemonte (piemontesisch la Tour) ist eine Gemeinde in der italienischen Metropolitanstadt Turin (TO), Region Piemont.

## Lage und Einwohner
Torrazza Piemonte liegt knapp 35 km nordöstlich von der Provinzhauptstadt Turin. Der Ort liegt auf einer Höhe von 197 m über dem Meeresspiegel und nahe der Mündung der Dora Baltea in den Po. Das Gemeindegebiet umfasst eine Fläche von 9 km² und hat 2996 Einwohner (Stand 31. Dezember 2023). 
Die Nachbargemeinden sind Saluggia, Rondissone und Verolengo. 

## Geschichte

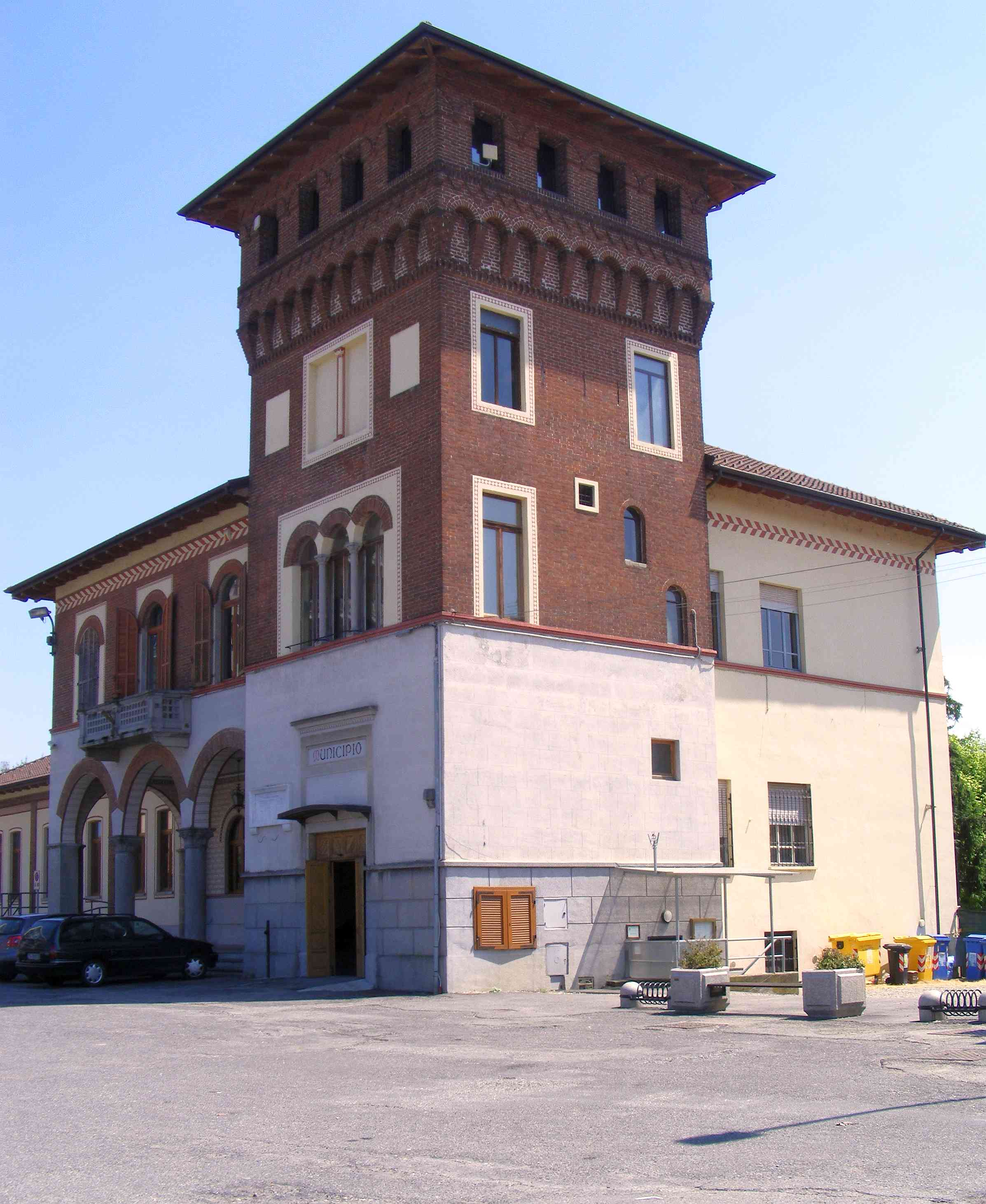
Gemeindeverwaltung

Dieser Name leitet sich wie andere italienische Gemeinden von Turris (Turm) ab, woraus sich Torracia, Torraccia und damit Torrazza (bereits im 12. Jahrhundert) ergeben, um auf das Vorhandensein eines Wachturms und einer Verteidigungsanlage hinzuweisen, die bereits in der Römerzeit an der Straße aus der Antike existierte.
Torrazza Piemonte liegt im Chivasse-Gebiet rechts der Dora Baltea und wurde 1923, genau am 1. September, als Gemeinde gegründet. Tatsächlich wurde mit einem Gesetz von Vittorio Emanuele III. vom 15. Juli 1923 die Trennung der Ortsteile Torrazza und Borgoregio von der Gemeinde Verolengo beschlossen, wodurch eine neue Gemeinde entstand, die den Namen Torrazza Piemonte erhielt.
Die Entwicklung der Stadt im Mittelalter ist mit dem Turm verbunden, der seit der Römerzeit an der Straße stand, die von der antiken Quadrata nach Mazzè führte, und praktisch bis ins 17. Jahrhundert in Betrieb blieb. Diese Verteidigungsanlage verdankte ihre Bedeutung ihrer Lage, da sie sich an der Straße von Mont Cenis nach Turin befand. Hinzu kamen ein Hafen an der Dora, der bis zum 16. Jahrhundert in der Gegend von Giavara aktiv war, und das „Hospitalhaus von S. Giacomo“ für die Hospitalisierung von Reisenden in der Gegend von Borgoregio.
Die wachsende Bedeutung von Verolengo ab dem 15. Jahrhundert führte dazu, dass sich Torrazza zunehmend zum nahegelegenen Zentrum hinzog und zu einem Teil davon wurde, bis es in der zweiten Hälfte des 19. Jahrhunderts kommunale Autonomie erlangte.
Möglich wurde dies durch die Eröffnung der Eisenbahnstrecke Turin-Mailand und die Installation wichtiger Hochöfen in der Region, die tatsächlich zu einem erneuten Aufschwung der Wirtschaft und einer Stärkung der sozialen Struktur führten.
Die Volkszählung von 1981 „verordnete“ das administrative Verschwinden des Weilers Borgoregio, da die Kontinuität der Häuser zur Schaffung eines einzigen bewohnten Zentrums mit dem Namen Torrazza Piemonte führte.
Heutzutage sind die Öfen aufgrund der technologischen Entwicklung nicht mehr die treibende Kraft der lokalen Wirtschaft, so dass Torrazza Piemonte zu einer Wohnstadt geworden ist, da die Mehrheit der aktiven Bevölkerung in der Gegend kein eigenes Unternehmen hat.
Die historische Route der Via Francigena führt durch das Gebiet der Gemeinde, von Chivasso und Castelrosso kommend und anschließend in Richtung Saluggia.